# Team 60

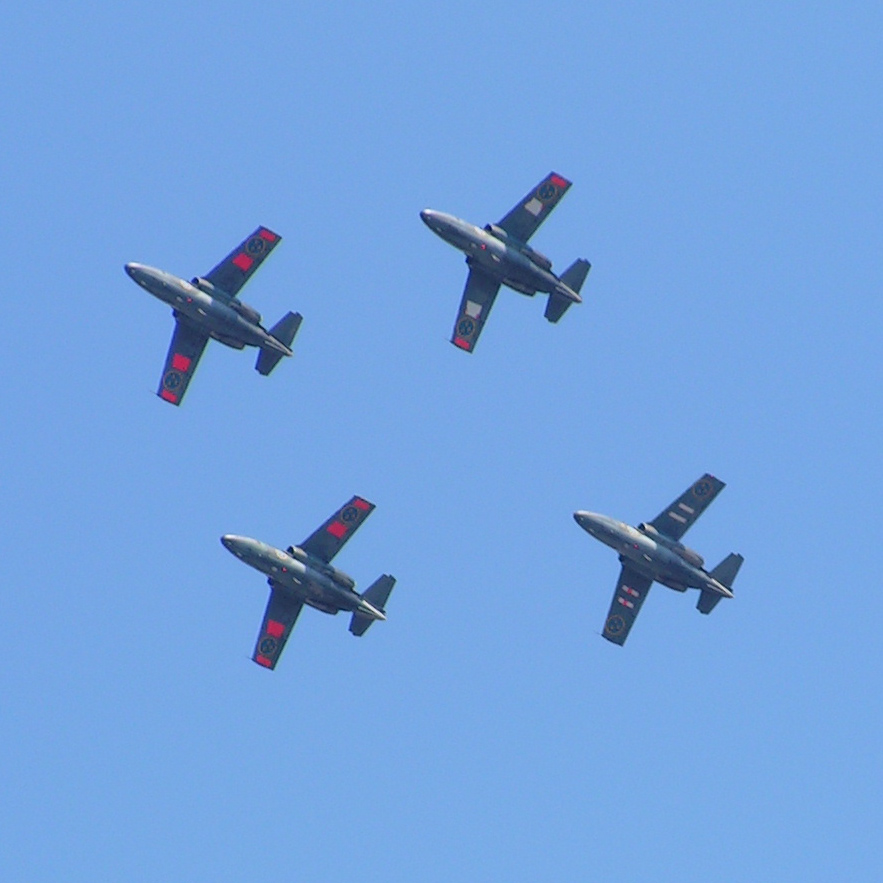
SK 60 Team uppvisning vid SAAB-festivalen i Trollhättan 10 juni 2007

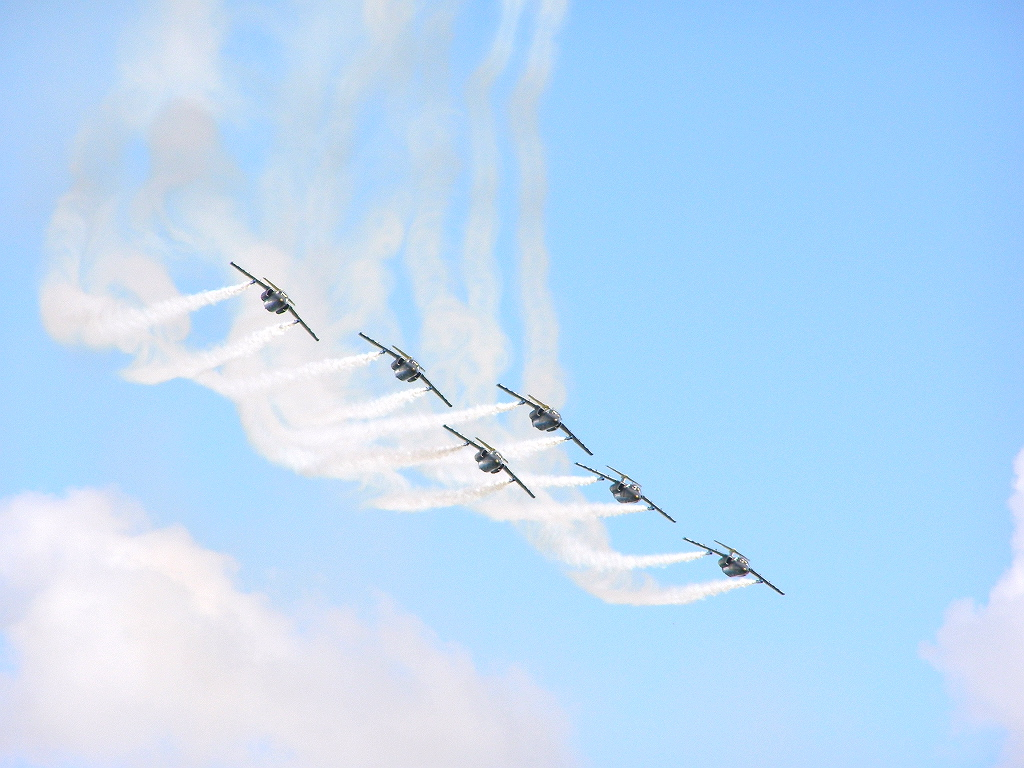
Team 60 under Kristianstad Airshow 2006.

Team 60 är Flygvapnets officiella uppvisningsgrupp. Populärt har gruppen även kallats En Sexa Skåne, men det har aldrig varit ett officiellt namn. Flyggruppen använder främst flygplanet SK 60.

## Historia
Flyggruppen har rötter i en då ännu odöpt pilotgrupp från 1974 när 4 flyglärare vid Flygskolan i Ljungbyhed började träna in ett uppvisningsprogram för flygplan. Flyggruppen debuterade den 8 juni 1975 i samband med årets Sveriges Grand Prix i Anderstorp. Ytterligare uppvisningar gjordes under sommaren. Senare utökades gruppen med ytterligare 2 piloter.
Den ”nya” Team 60-gruppen debuterade 1976 vid flygmässan ”Airborne -76” 15-16 maj på Säve flygplats i Göteborg, vid denna mässa deltog även brittiska Red Arrows och franska Patrouille de France. Även denna säsong gjordes en rad ytterligare uppvisningar.
Till skillnad från många utländska flygvapens uppvisningsgrupper har Team 60:s piloter annan flygtjänst på heltid. Vissa säsonger har man av olika skäl varit tvungna att flyga med endast fyra flygplan. Gruppen har tillsammans med försvarets flygutbildning flyttat via Ängelholm och Uppsala till Malmens flygplats i Linköping.
Under drygt en säsong 1986-87 fanns det även ett Team 61 bestående av två SK 61 Bulldog plan. Ena piloten omkom dock vid ett totalhaveri under enskild träning 4 juni 1987 varvid gruppen upphörde.